# Antheraea broschi
Antheraea broschi là một loài bướm đêm thuộc họ Saturniidae. Nó được tìm thấy ở miền đông Malaysia.